# Mleczaj jodłowy

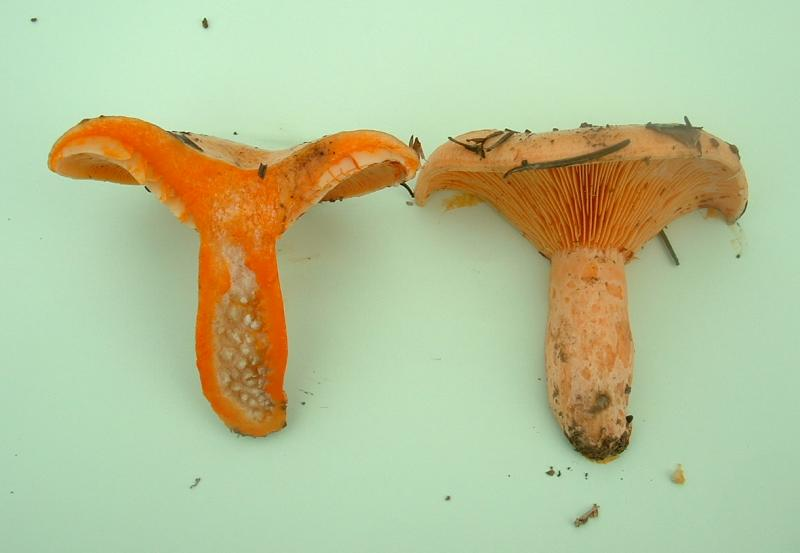

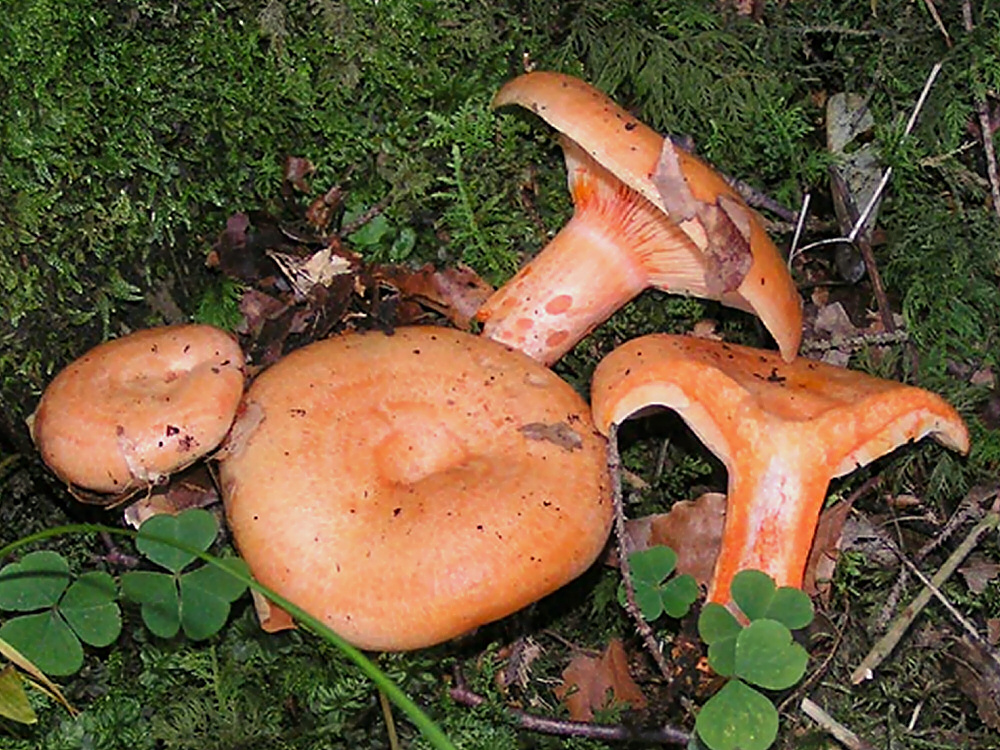

Mleczaj jodłowy (Lactarius salmonicolor R. Heim & Leclair) – gatunek grzybów należący do rodziny gołąbkowatych (Russulaceae).

## Systematyka i nazewnictwo
Pozycja w klasyfikacji według Index Fungorum: Lactarius, Russulaceae, Russulales, Incertae sedis, Agaricomycetes, Agaricomycotina, Basidiomycota, Fungi.
Po raz pierwszy opisali go w 1953 r. Roger Heim i A. Leclair. Synonimy naukowe:
- Lactarius salmoneus R. Heim & Leclair 1950
- Lactarius salmonicolor f. brigantiacus L. Remy 1965
- Lactarius salmonicolor R. Heim & Leclair 1953, f. salmonicolor
- Lactarius subsalmoneus Pouzar 1954

Polską nazwę podał Władysław Wojewoda w 1999 r., dawniej w polskim piśmiennictwie mykologicznym gatunek ten opisywany był jako mleczaj późnojesienny.

## Morfologia
Kapelusz
Średnica 5–15 cm, u młodych okazów wypukły, potem płaski z wklęsłym środkiem. Powierzchnia barwy pomarańczowożółtej, brzoskwiniowożółtej lub pomarańczowej, koncentrycznie strefowana rudopomarańczowymi pręgami. Podczas wilgotnej pogody mogą pojawiać się winno-brązowe plamy. Nie występuje barwa zielona, jedynie u starszych owocników może pojawiać się zielonawy odcień. Brzeg podwinięty i nieco oszroniony, ale u starszych owocników staje się gładki.
Blaszki
Nieco zbiegające, średnio gęste, czasami rozwidlające się przy trzonie. U młodych owocników są jasnoochrowe z pomarańczowym odcieniem. Po uszkodzeniu nie zielenieją, co najwyżej stają się bardziej czerwone.
Trzon
Wysokość 3–6 cm, grubość 1–2,5 cm, walcowaty, kruchy. Początkowo jest pełny, ale szybko staje się pusty. Kolor jak w kapeluszu, powierzchnia delikatnie oszroniona.
Miąższ
Kremowy, po uszkodzeniu natychmiast pojawia się pomarańczowe, nieco gorzkie mleczko. Po około 10 minutach zmienia ono kolor na miniowy, po 1–2 godzinach na pomarańczowobrązowy lub winnoczerwony. Wydziela słaby, owocowy zapach.
Wysyp zarodników
Bladoochrowy.
Cechy mikroskopowe
Bazydiospory 9–10 × 7–8 µm, owalne, o powierzchni pokrytej brodawkami, częściowo połączonymi łącznikami tworzącymi siateczkę. Podstawki 40–52 × 7–8 µm. Cystydy dość liczne, wrzecionowato-cylindryczne, występujące zarówno na ostrzu, jak i na powierzchni blaszek.
Gatunki podobne
Istnieje kilka gatunków bardzo podobnych mleczajów. Przez grzybiarzy zazwyczaj nie są rozróżniane, zresztą rozróżnienie ich tylko na podstawie wyglądu jest trudne, a czasami wręcz niemożliwe. Są to: mleczaj rydz (Lactarius deliciosus), mleczaj świerkowy (Lactarius deterrimus), mleczaj modrzewiowy (Lactarius porninsis), mleczaj czerwieniejący (Lactarius sanguifluus) i mleczaj zmienny (Lactarius semisanguineus). Najbardziej charakterystycznymi cechami mleczaja jodłowego są: miejsce występowania (pod jodłami), sok pomarańczowy (w niewielkich ilościach), owocnik bez śladów zielonego koloru i nie zieleniejący po uszkodzeniu.

## Występowanie i siedlisko
Występuje w Ameryce Północnej, Europie i Azji. W Europie Środkowej w niektórych rejonach (np. w Alpach) jest pospolity, w innych rzadki. Występuje w lasach iglastych i mieszanych. Rośnie wyłącznie pod jodłami.
Naziemny grzyb mykoryzowy. W Polsce występuje głównie w górach; w Pieninach, Gorcach, na Babiej Górze i na Roztoczu. Znajduje się na listach gatunków zagrożonych w Austrii i Niemczech.

## Znaczenie
Grzyb jadalny, saprotrof. Jest nieco gorzkawy, jednak nie psuje to jego smaku. Dla grzybiarzy ważną jego cechą jest to, że w odróżnieniu od innych gatunków jadalnych mleczajów („rydzów”) niemal nigdy nie robaczywieje.
Z owocników wyizolowano związki seskwiterpenowe o nazwie laktarowiolina, laktarazulen i laktarofulwen. Laktarowiolina wykazuje działanie antybiotyczne w stosunku np. do prątka gruźlicy i pałeczki duru brzusznego.